# Омар Фаєд (футболіст, 2003)
Омар Фаєд (араб. عمر فايد‎, нар. 4 липня 2003, Мінуфія) — єгипетський футболіст, захисник сербського клубу «Нові-Пазар».
Виступав за молодіжну збірну Єгипту.

## Клубна кар'єра
Народився 4 липня 2003 року в Мінуфії. Вихованець футбольної школи клубу «Ель Мокаволун аль-Араб». Дорослу футбольну кар'єру розпочав 2021 року в основній команді того ж клубу, в якій провів два сезони, взявши участь у 28 матчах чемпіонату. 
У серпні 2023 року уклав чотирирічний контракт із турецьким «Фенербахче». За місяць на правах річної оренди перейшов до сербського «Нові-Пазара».

## Виступи за збірні
2022 року дебютував у складі юнацької збірної Єгипту (U-19), загалом на юнацькому рівні взяв участь у 5 іграх, відзначившись одним забитим голом.
З 2023 року залучається до складу молодіжної збірної Єгипту. На молодіжному рівні зіграв у 5 офіційних матчах.
2024 року був включений до заявки олімпійської збірної Єгипту для участі у футбольному турнірі на тогорічних Олімпійських іграх у Парижі.

## Статистика виступів

### Статистика клубних виступів
Станом на 31 травня 2024
| Сезон             | Команда           | Чемпіонат         | Чемпіонат | Чемпіонат | Національний кубок | Національний кубок | Національний кубок | Континентальні кубки | Континентальні кубки | Континентальні кубки | Інші змагання | Інші змагання | Інші змагання | Усього | Усього | Усього |
| Сезон             | Команда           | Ліга              | Ігор      | Голів     | Ліга               | Ігор               | Голів              | Ліга                 | Ігор                 | Голів                | Ліга          | Ігор          | Голів         | Ігор   | Голів  |        |
| ----------------- | ----------------- | ----------------- | --------- | --------- | ------------------ | ------------------ | ------------------ | -------------------- | -------------------- | -------------------- | ------------- | ------------- | ------------- | ------ | ------ | ------ |
| 2021–22           | «Ель Мокаволун»   | 1Л                | 3         | 0         | КЄ                 | 1                  | 0                  |                      | -                    | -                    |               | -             | -             | 4      | 0      |        |
| 2022–23           | «Ель Мокаволун»   | 1Л                | 25        | 0         | КЄ                 | 0                  | 0                  |                      | -                    | -                    |               | -             | -             | 25     | 0      |        |
| 2023–24           | «Нові-Пазар»      | СЛ                | 18        | 0         | КС                 | 3                  | 0                  |                      | -                    | -                    |               | -             | -             | 21     | 0      |        |
| Усього за кар'єру | Усього за кар'єру | Усього за кар'єру | 56        | 0         |                    | 4                  | 0                  |                      | -                    | -                    |               | -             | -             | 60     | 0      |        |